# 李世祺
李世祺（？—？），字寿生，號确菴，南直隶松江府青浦县民籍。明朝政治人物。

## 生平
萬曆四十年（1612年）壬子科應天鄉試舉人，天啓二年（1622年）壬戌科進士。初授行人。崇祯初，擢刑科给事中，陈大计之当定者二，曰兵食之计、民生之计。大弊之当釐者三，曰六曹之弊在吏胥、边吏之弊在欺隐、贪墨之弊在奢靡。夏旱帝祷雨未应，疏列䘏畿甸、缓催科、预备储三说，帝并纳之。帝遣中宫监视诸镇，世祺上言内臣入奉天颜，出司兵食，既得阴伺内廷意旨，又得显操外廷事权，魏忠贤盗弄神器，奈何躬自翦之，复自蹈之。不纳。时进言者多获谴，帝又日亲细务，任察为明，世祺上言：诸臣言苟未当，辄蒙诘责；诘责未已，贬黜随之。言者前瞻后顾，恐干严谴，依阿得策，折槛无闻。且天子一日万几，神太运则疲，精太用则竭。圣人使公孤百职，环列任事，但责其成，不侵其事；课其效，不紊共权，奚必效后世察察之治。帝不能用。八月淫雨损山陵，昌平地动，又上言采公论以进退大臣，酌事情以衡量小臣，释疑忌之根，开功名之路，庶天变可回，时艰可济。帝以借端渎奏，切责之。七年，疏劾大学士温体仁、吴宗达及兵部尚书张凤翼溺职状，帝怒，贬福建按察使检校，且追罪文选郎吴鸣虞考选非人，亦贬三秩。御史龚廷献论救，不听。久之，起行人司副。十五年，迁太仆寺少卿。遣祭鲁王，事竣旋里。国变后杜门不出，以寿终。
青浦县城东隅有“東皋草堂”，为李世祺居所，王时敏题额。又有吟啸堂、丽林场。清咸丰初，草堂将卖给他人，里人赎回，并进行修葺，奉世祺木主于中，名李太仆祠，后毁于兵火，未再重建。李世祺墓在五十保有桥，名李墓。

## 家族
父李谏，字格卿，號敬斋，万历十六年举人，官叙州府知府，致仕卒，年七十九。有四子：长子李世祺，次子李世裕，字叔饶。